# Guam na Letnich Igrzyskach Olimpijskich 2016
Guam na Letnich Igrzyskach Olimpijskich 2016 w Rio de Janeiro reprezentowało 5 zawodników w 3 dyscyplinach. Pierwszy start miał miejsce na igrzyskach w Seulu w 1988.

## Reprezentanci

### Lekkoatletyka
Guam ma zagwarantowane przez IAAF dwa miejsca dla lekkoatletów – jedno dla kobiety, drugie dla mężczyzny.

#### Kobiety
Konkurencje biegowe
| Zawodniczka   | Konkurencja   | Runda 1  | Runda 1 | Runda 2  | Runda 2 | Półfinał | Półfinał | Finał    | Finał   | Pozycja |
| Zawodniczka   | Konkurencja   | Rezultat | Pozycja | Rezultat | Pozycja | Rezultat | Pozycja  | Rezultat | Pozycja | Pozycja |
| ------------- | ------------- | -------- | ------- | -------- | ------- | -------- | -------- | -------- | ------- | ------- |
| Regine Tugade | Bieg na 100 m | 12,52    | 12.     | NQ       | NQ      | NQ       | NQ       | NQ       | NQ      | 68.     |

#### Mężczyźni
Konkurencje biegowe
| Zawodnik       | Konkurencja   | Runda 1  | Runda 1 | Runda 2  | Runda 2 | Półfinał | Półfinał | Finał    | Finał   | Pozycja |
| Zawodnik       | Konkurencja   | Rezultat | Pozycja | Rezultat | Pozycja | Rezultat | Pozycja  | Rezultat | Pozycja | Pozycja |
| -------------- | ------------- | -------- | ------- | -------- | ------- | -------- | -------- | -------- | ------- | ------- |
| Joshua Ilustre | Bieg na 800 m | DSQ      | DSQ     | —        | —       | NQ       | NQ       | NQ       | NQ      | DSQ     |

### Kolarstwo
Reprezentant Guamu jest jedynym reprezentantem Oceanii w kolarstwie spoza listy TOP 25 zespołów w rankingu UCI Olympic Ranking List z 25 maja 2016 roku.

#### Kolarstwo górskie
| Zawodnik         | Konkurencja       | Czas | Pozycja |
| ---------------- | ----------------- | ---- | ------- |
| Peter Lombard Ii | cross-country (m) | DNF  | DNF     |

### Pływanie
Guam ma zagwarantowane przez IAAF dwa miejsca dla pływaków – jedno dla kobiety, drugie dla mężczyzny.
O zakwalifikowaniu się decyduje miejsce w klasyfikacji ogólnej, a nie zajęte miejsce w poszczególnych wyścigach.
Kobiety
| Zawodniczka   | Konkurencja             | Eliminacje | Eliminacje | Półfinał | Półfinał | Finał | Finał   | Pozycja |
| Zawodniczka   | Konkurencja             | Czas       | Miejsce    | Czas     | Miejsce  | Czas  | Miejsce | Pozycja |
| ------------- | ----------------------- | ---------- | ---------- | -------- | -------- | ----- | ------- | ------- |
| Pilar Shimizu | 100 m stylem klasycznym | 1:16,65    | 38.        | NQ       | NQ       | NQ    | NQ      | 38.     |

Mężczyźni
| Zawodnik         | Konkurencja             | Eliminacje | Eliminacje | Półfinał | Półfinał | Finał | Finał   | Pozycja |
| Zawodnik         | Konkurencja             | Czas       | Miejsce    | Czas     | Miejsce  | Czas  | Miejsce | Pozycja |
| ---------------- | ----------------------- | ---------- | ---------- | -------- | -------- | ----- | ------- | ------- |
| Benjamin Schulte | 100 m stylem klasycznym | 1:03,29    | 43.        | NQ       | NQ       | NQ    | NQ      | 43.     |